# Natriciteres
Natriciteres – rodzaj węży z podrodziny zaskrońcowatych (Natricinae) w rodzinie połozowatych (Colubridae).

## Zasięg występowania
Rodzaj obejmuje gatunki występujące w Afryce (Senegal, Gwinea, Sierra Leone, Liberia, Wybrzeże Kości Słoniowej, Mali, Burkina Faso, Ghana, Togo, Benin, Nigeria, Kamerun, Sudan, Somalia, Etiopia, Republika Środkowoafrykańska, Gwinea Równikowa, Gabon, Kongo, Demokratyczna Republika Konga, Uganda, Tanzania, Malawi, Zambia, Angola, Namibia, Botswana, Zimbabwe, Mozambik i Południowa Afryka). 

## Systematyka

### Etymologia
Natriciteres: rodzaj Natrix Laurenti, 1768; łac. teres, teretis „gładki”, od terere „pocierać”

### Podział systematyczny
Do rodzaju należą następujące gatunki:
- Natriciteres bipostocularis Broadley(inne języki), 1962
- Natriciteres fuliginoides (Günther, 1858)
- Natriciteres olivacea (W. Peters, 1854)
- Natriciteres pembana (Loveridge, 1935)
- Natriciteres sylvatica Broadley, 1966
- Natriciteres variegata (W. Peters, 1861)